# Секст Тарквиний
Секст Тарквиний (на латински: Sextus Tarquinius) е легендарен син на етруския цар на Рим Луций Тарквиний Горди (Тарквиний Горди, управлявал 535 – 509 пр.н.е.).
През 509 пр.н.е. Секст Тарквиний изнасилва Лукреция, дъщеря на консула Спурий Лукреций Триципитин, съпруга на патриция Луций Тарквиний Колатин и роднина на Луций Юний Брут, която след това се самоубива. Това става повод за бунта на римляните срещу тираничната монархия и замяната ѝ с аристократична република. Мотивът за изнасилването на Лукреция по-късно се превръща в един от централините мотиви в изобразителното изкуство и литературата в Европа.
Той участва през 496 пр.н.е. в битката при Регилското езеро, при която е убит.